# 鲁滨逊漂流记
《鲁滨逊漂流记》（英語：Robinson Crusoe，又译作鲁滨孙漂流记）是一本由丹尼爾·笛福59岁时所著的第一部小说，首次出版于1719年4月25日。这本小说被认为是第一本用英文以日記形式写成的小说，享有英国的第一部现实主义长篇小说的头衔。由於原書名過長，通常簡稱為上述的標題。
小说讲述了一位海难的幸存者鲁滨逊在一个偏僻荒凉的热带小岛-特立尼达拉岛上度过28年的故事，而其伙伴是主人公从食人族手中救下的一个被俘虏的土著人。
这个故事的创作一般認為是由蘇格蘭人亞歷山大·塞爾科克的亲身经历所启发，亚历山大·塞尔科克曾流落于智利南太平洋岛的一个叫做Más a Tierra的小岛四年之久（该岛于1966更名为鲁宾逊·克鲁索岛），是智利胡安·費爾南德斯群島中的第二大島。

## 故事簡介
1651年8月，鲁滨逊（姓氏来自于德文"Kreutznaer"）违背父母希望他去从事法律专业的期望，下海启程前往赫尔的女王港。旅程十分颠簸，船在暴风中遇险，然而出于对航海的执着，鲁滨逊再次远航。这次，船被塞拉海盗劫持，鲁滨逊成了摩尔人的奴隶。两年后，他跟随一位名叫萊克的男孩逃跑；葡萄牙航船的船长在西非海岸救了他。船去了巴西。在船长的帮助下，鲁滨逊获得了一大片种植园。
几年后，鲁滨逊加入了贩奴航船。1659年9月30日，船在离小岛40里外的奥里诺科河口处遇到风暴。鲁滨逊小岛可能源自于加勒比的多巴哥岛，因为该小岛地处委内瑞拉海岸北部，靠近奥里诺科河开口，在特立尼达岛视野范围内。鲁滨逊和三只动物，即船长的狗和两只猫幸免于难。挺过绝望情绪后，鲁滨逊趁船还没完全沉下去时，找出了武器、工具以及其它补给。他在岛上建造了避难所，通过在木头上刻字来记录时间。在工具的帮助下，鲁滨逊可以打猎、种植谷物、风干葡萄、做陶器、养羊。他也捉到了一只小鹦鹉。
几年后，鲁滨逊发现当地人活在同类相食的吃人社会下，有时这些土著会到访海岛，杀死并吃掉俘虏。最初，鲁滨逊计划将他们全部杀死，但后来他意识到自己无权这么做，因为食人族们并不知道这样做是错误的。鲁滨逊试图通过解救俘虏来获得一些仆人；当一个俘虏逃跑时，鲁滨逊帮助了他，由于当天是星期五，因而给该土著人命名为“星期五”。在经历了野人、俘虏之后，在岛上以总督自居，成为荒岛的统治者。
更多的土著跑到岛上开食人派对，鲁滨逊和星期五随即击杀了他们，并救出了两名俘虏。其中一位是星期五的父亲，另一位是个西班牙人，后者告诉鲁滨逊其它遇难的西班牙船只。他们做出计划：西班牙人与星期五的父亲回去，把更多的人带回来，建造船只，驶向西班牙港口。
然而，在西班牙人出现之前，一艘英国船出现了；叛徒控制了船只，打算把他们的船长扔在岛上。鲁滨逊、船长和忠于船长的船员平息了叛乱，并把叛徒扔在了岛上。在启程去英国前，鲁滨逊告诉叛徒自己是如何在岛上生存的，并告知还有其它人会来。1686年12月19日，鲁滨逊启程，并于1687年6月11日到达英国。他得知家人以为自己死了，所以父亲的遗嘱上没有给他留什么份。鲁滨逊便去里斯本寻找自己在巴西的财产，他将财富运回英国，回避了海上的航行，获得了丰厚的收入；娶妻生子，过起安定的生活。最后一次的冒险是鲁滨逊和星期五在穿越比利牛斯山时击退饥饿的狼。

## 创作背景

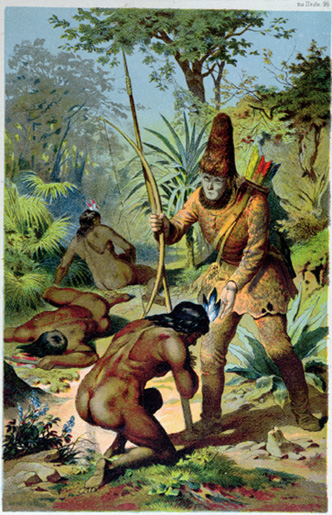
鲁滨逊解救“星期五”。

一般認為，小说《鲁滨逊漂流记》是笛福受苏格兰水手亚历山大·塞尔科克的经历所启发而写成。塞尔科克在一次远航猎鲸航中，被抛弃在荒岛上生活了四年零四个多月，于1709年被救返回英国。而笛福在一次朋友的聚会上遇到塞尔科克，以其经历为主线写就《鲁滨逊漂流记》。
英國歷史作家提姆·謝韋侖在其著作《尋找鲁滨逊》中提出另一說，認為《鲁滨逊漂流记》是基於亨利·比特曼（Henry Pitman）的經歷，因笛福曾與比特曼住在同一區，有可能得知他的經歷:138。

## 反响和续集

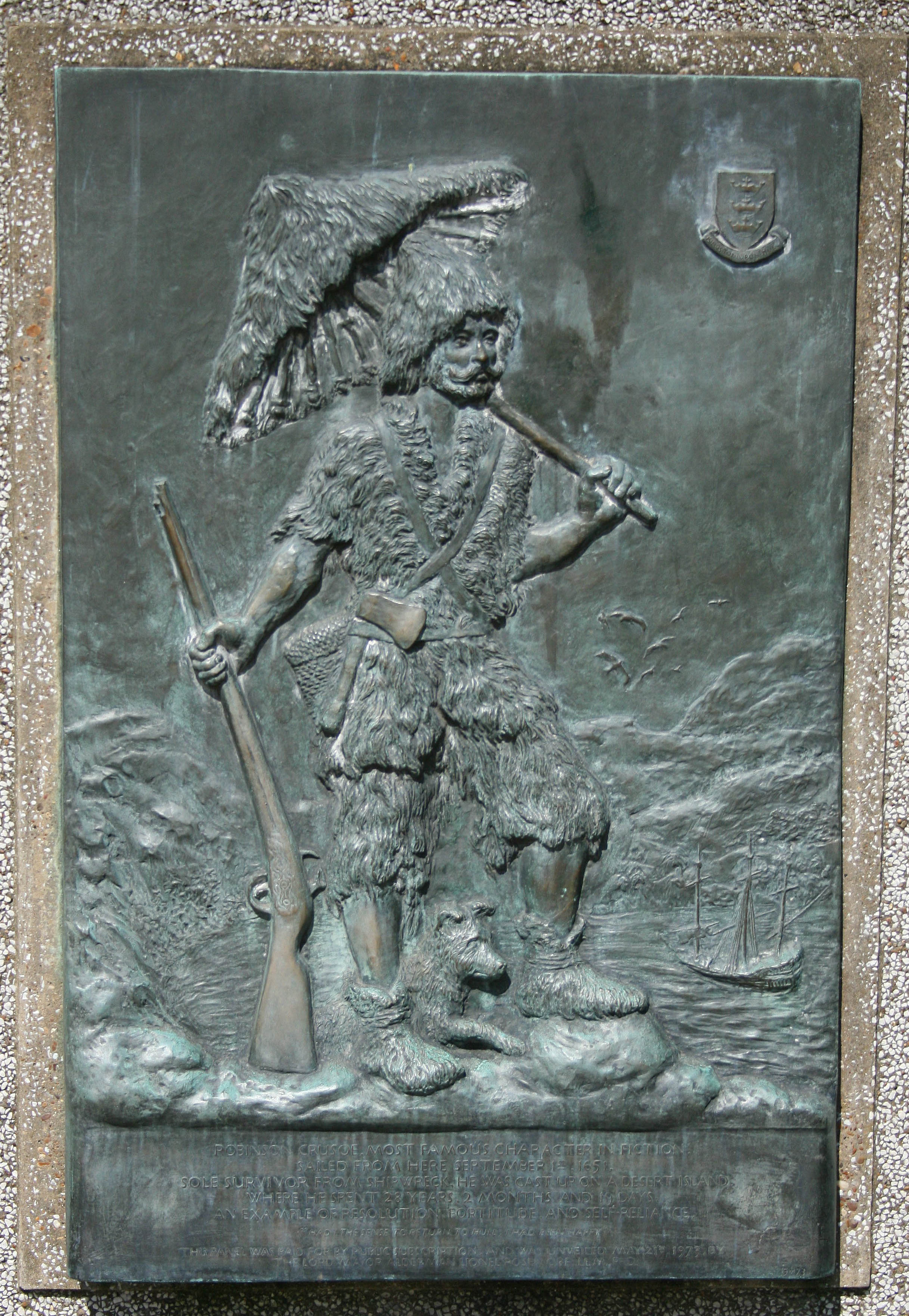
克鲁索牌匾。

小说在1719年4月25日出版，并在年终前四次再版。该作品後被翻译成为英、法、德、意、荷、漢等各种语言版本。
在十九世纪末，西方文学中还没有哪部书比《鲁滨逊漂流记》有更多的版本、衍生品、译文，后者甚至有700多种改编，包括无文字的小儿图书。
笛福继续写了一些較不出名的续集，如《鲁滨逊·克鲁索的更多漂流记》（The Farther Adventures of Robinson Crusoe）。该书原本是小说的最后一部分，根据第一版原先的标题页上这是第三部分，即后加的《鲁滨逊·克鲁索对人生和冒险的严肃回顾，以及他預見的神間世界》（Serious Reflections During the Life & Surprising Adventures of Robinson Crusoe, With His Vision of the Angelic World）；基本上，这部分主要是道德论述，并赋以克鲁索的名字以增添吸引力

## 解释

### 殖民
作家詹姆斯·乔伊斯注意到不列颠帝国征服的真正象征就是鲁滨逊本人：“他是不列颠殖民者的真实原型。 … 整个盎格鲁-撒克逊精神就是克鲁索：富含男子独立性、无意识地残忍、固执、缓慢但有效的智能、性别冷漠、精于算计。”

### 道德
就食人而言，克鲁索在文化相對論倍感纠结。虽然他对此感到十分恶心，但这一问题在当地文化中根深蒂固，克鲁索也无法追究其道义上的责任。不过，克鲁索依然坚持了自己对道德绝对标准的信仰；他认为同类相食是‘国家级大罪’，不允许星期五这么做。

### 经济
笛福早年的曾为政府撰写过大量的政论文，因此其作品有明显的自我思考与政治映射，这其中包括了对社会、人性以及宗教等的思考，同时也反映了当时的社会价值观和道德标准。马列主义史观认为: 小说《鲁滨逊漂流记》作为一部旅行与历险小说（冒险小说），在描写主人公鲁滨逊的种种经历的同时，也展示和剖析了人物的思想性格。了人类的愚蠢与勤劳美德。同时，由于鲁滨逊的形象富有与18世纪的英国资本主义资产阶级类似的奋斗进取与开拓征服的精神，作品亦被认作为歌颂资本主义精神以及企图使共产主义合法化的叙事。

## 附註

### 註解
1. ↑  原書名為《The life and strange surprizing adventures of Robinson Crusoe, of York, mariner: who lived eight and twenty years all alone in an un-inhabited island on the coast of America, near the mouth of the great river of Oroonoque; having been cast on shore by shipwreck, wherein all the men perished but himself.》直譯為《關於一名叫做魯賓遜‧克魯索，誕生於約克鎮，並且因為船難而獨活在一個美洲海岸邊、接近奧里諾科河河口的小島長達二十八年的水手的陌生又奇妙的冒險故事》

## 外部連結
- Robinson Crusoe - 古腾堡计划
- Robinson Crusoe (London: William Taylor, 1719), commented text of the first edition, free at Editions Marteau （页面存档备份，存于）.
- Robinson Crusoe by Daniel Defoe （页面存档备份，存于）  – text and audio at Ciff Ciaff （页面存档备份，存于）
- Free eBook of Robinson Crusoe with illustrations by N.C. Wyeth
- LibriVox中的公有领域有声书《Robinson Crusoe》
- Free ebook of Robinson Crusoe for Android Phones
- Robinson Crusoe, told in words of one syllable, by Lucy Aikin (aka "Mary Godolphin") (1723–1764).
- In-depth comparison between Defoe's novel and the account of the adventures of Henry Pitman （页面存档备份，存于）
- Chasing Crusoe, multimedia documentary explores the novel and real life history of Selkirk.
- Robinson Crusoe （页面存档备份，存于） on Literapedia
- "Daniel Defoe's Robinson Crusoe & the Robinsonades Digital Collection" with over 200 versions of Robinson Crusoe openly and freely online with full text and zoomable page images from the Baldwin Library of Historical Children's Literature
- M.A. Wetherell's Robinson Crusoe silent film, openly and freely available in three parts on www.archive.org. Part 1; Part 2; Part 3
- The BBC TV series from 1965 with music, info, videos and pictures. https://web.archive.org/web/20160412074947/http://robinsoncrusoe.org.uk/
- Edgar Allan Poe's critical article （页面存档备份，存于）
- Discussion of a possible connection between Crusoe's island and Cocos Island of Costa Rica （页面存档备份，存于）
- Naso people#History regarding the Térraba or Naso people
- Defoe, Daniel. The wonderful life and surprising adventures of that renowned hero, Robinson Crusoe: who lived twenty-eight years on an uninhabited island, which he afterwards colonised. （页面存档备份，存于） London: Printed for the inhabitants of his island, and sold by T. Carnan, in St. Paul's Church Yard, [ca. 1783]. 160 pp. Accessed 4 January 2014, in PDF format.
- Identification Guide – Robinson Crusoe editions and related books （页面存档备份，存于）